# Колекційна зброя
Колекційна зброя — різноманітні види зброї, що має художню, історичну, етнографічну, антикварну та наукову цінність і підлягає збереженню, відтворенню та охороні.